# Ligne 4 du métro de Copenhague
La ligne 4 du métro de Copenhague est la quatrième ligne de métro de l'agglomération de Copenhague au Danemark. Elle a été mise en service le 28 mars 2020 et prolongée le 22 juin 2024. D'une longueur de 4,5 km, elle compte 13 stations. Elle est symbolisée par la couleur bleu.
La ligne suit un axe nord-sud desservant le quartier en développement de Nordhavn entre Orientkaj et Østerport, puis traverse le centre-ville de Copenhague entre Østerport et København H (tronçon commun avec la ligne 3) avant de desservir le quartier en développement de Sydhavn.

## Historique

### Construction
En 2012, le Folketing (parlement national du Danemark) approuve le principe de la ligne 4 reliant le centre-ville et la zone portuaire de Nordhavn destinée à un développement urbain majeur.
En 2015, le Folketing approuve la branche sud de cette ligne pour desservir le secteur de Sydhavn, au sud de Copenhague où est également prévu un développement urbain important. Les travaux du tronçon sud démarrent en 2018.
La ligne 4 du métro entre en service le 28 mars 2020 sans célébration particulière du fait de la pandémie de maladie à coronavirus de 2019-2020.
En 2024, le prolongement vers le sud permet à la ligne 4 de compter 5 stations supplémentaires entre København H et København Syd. Ce prolongement assure la desserte du quartier de Sydhavn qui fait l'objet d'un développement urbain majeur au sud de Copenhague.

### Chronologie
| Date         | Ligne | Évènement |
| ------------ | ----- | --- |
| 28 mars 2020 | (M4)  | Mise en service de la ligne 4 entre Orientkaj et København H (tronçon commun avec la ligne 3 entre København H et Østerport) |
| 22 juin 2024 | (M4)  | Prolongement au sud de København H à København Syd                                                                           |
| Horizon 2030 | (M4)  | Prolongement au nord de Orientkaj à Nordhavn C                                                                               |

## Description
La ligne 4 comprend 13 stations.
La ligne est souterraine dans sa partie sud et sous le centre-ville de la capitale. Elle devient aérienne au nord de Copenhague, après la station Nordhavn jusqu'à la station terminus Orientkaj.
La ligne est en correspondance avec les lignes 1, 2 et 3 à la station Kongens Nytorv. La ligne 4 partage un tronçon commun avec la ligne 3 entre les stations København H et Østerport, les deux lignes partageant les mêmes voies et les mêmes quais.

## Stations

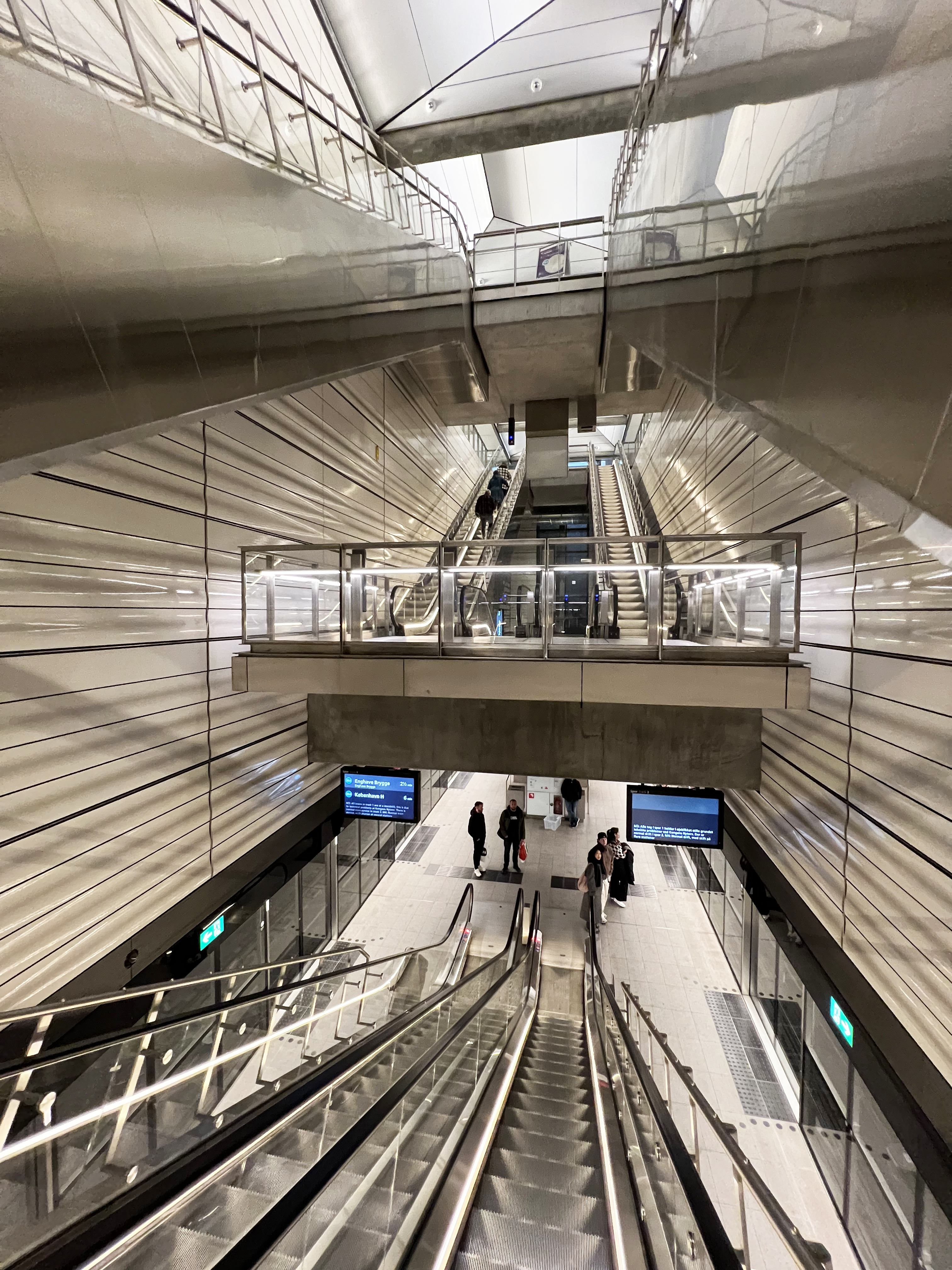
Station Havneholmen

Le tableau ci-dessous reprend les 13 stations de la ligne 4 :
| Nom            | Ville      | Correspondances                                                                  | Type        | Ouverture                      | Zone de tarification |
| -------------- | ---------- | -------------------------------------------------------------------------------- | ----------- | ------------------------------ | -------------------- |
| Orientkaj      | Copenhague |                                                                                  | aérienne    | 28 mars 2020                   | 1                    |
| Nordhavn       | Copenhague | Métro de Copenhague · (S-tog A) · (S-tog B) · (S-tog Bx) · (S-tog C) · (S-tog E) | souterraine | 28 mars 2020                   | 1                    |
| Østerport      | Copenhague | Trains                                                                           | souterraine | 29 septembre 2019 28 mars 2020 | 1                    |
| Marmorkirken   | Copenhague | (M3)                                                                             | souterraine | 29 septembre 2019 28 mars 2020 | 1                    |
| Kongens Nytorv | Copenhague | (M1) · (M2) · (M3)                                                               | souterraine | 29 septembre 2019 28 mars 2020 | 1                    |
| Gammel Strand  | Copenhague | (M3)                                                                             | souterraine | 29 septembre 2019 28 mars 2020 | 1                    |
| Rådhuspladsen  | Copenhague | (M3)                                                                             | souterraine | 29 septembre 2019 28 mars 2020 | 1                    |
| København H    | Copenhague | Trains                                                                           | souterraine | 29 septembre 2019 28 mars 2020 | 1                    |
| Havneholmen    | Copenhague |                                                                                  | souterraine | 22 juin 2024                   | 1                    |
| Enghave Brygge | Copenhague |                                                                                  | souterraine | 22 juin 2024                   | 1                    |
| Sluseholmen    | Copenhague |                                                                                  | souterraine | 22 juin 2024                   | 1                    |
| Mozarts Plads  | Copenhague |                                                                                  | souterraine | 22 juin 2024                   | 1                    |
| København Syd  | Copenhague | Trains                                                                           | souterraine | 22 juin 2024                   | 1                    |

## Projets

### Prolongement au nord

Projet de prolongement au nord de la ligne 4 du métro de Copenhague

Le projet initial prévoyait à long terme le prolongement du métro au nord sur le secteur de Nordhavn avec une boucle de six stations à partir du terminus Orientkaj.
En 2016, le comité des finances de la ville de Copenhague (Økonomiudvalget) décide de remplacer le projet de boucle par un projet dit point d'interrogation avec plusieurs stations sur le secteur de Nordhavn.
En août 2023, après avoir étudié deux scénarios de prolongement, la ville de Copenhague confirme le prolongement de la ligne 4 avec deux stations supplémentaires dont la mise en service est prévue pour 2030 :
| Nom        | Ville      | Correspondances | Type     | Ouverture | Zone de tarification |
| ---------- | ---------- | --------------- | -------- | --------- | -------------------- |
| Levantkaj  | Copenhague |                 | aérienne | 2030      | 1                    |
| Nordhavn C | Copenhague |                 | aérienne | 2030      | 1                    |

Le 18 mars 2025, Metroselskabet a annoncé la présélection de trois équipes pour la conception et la construction des deux nouvelles stations de métro de la ligne 4. Le choix de l'équipe retenue est prévu pour la fin 2025, suivi d'une phase de conception et d'une évaluation de l'impact environnemental. Les travaux de construction devraient débuter en 2027, avec une mise en service des nouvelles stations envisagée pour 2030.

Possibles extensions du métro de Copenhague

### Future correspondance avec la ligne 5
Prévue à l’horizon 2036, la future ligne 5 du métro de Copenhague sera en correspondance avec la ligne 3 et la ligne 4 à la station København H (gare centrale). Via des correspondances avec la ligne 1 à la station DR Byen, et avec la ligne 2 à la station Lergravsparken, la ligne 5 vise à désaturer le tronçon central commun aux lignes 1 et 2 entre Christianshavn et Nørreport, notamment aux heures de pointe.
Elle prévoit également, à l’horizon 2045, de desservir l’île artificielle de Lynetteholm, appelée à accueillir des milliers de nouveaux logements d’ici 2070.
À plus long terme, la ligne 5 pourrait devenir la deuxième ligne circulaire de la capitale danoise après la ligne 3 si elle était prolongée via les quartiers d'Østerbro, Nørrebro et Frederiksberg. Elle offrirait ainsi une seconde correspondance avec la ligne 3 et la ligne 4 à la station Østerport.

### Autres prolongements possibles
En 2025, la ville de Copenhague a lancé une analyse stratégique de seize tracés de métro potentiels afin de préparer l’évolution de son réseau au-delà de la ligne 5, avec pour objectifs de renforcer le maillage territorial, desservir les grands équipements publics, réduire les émissions de CO₂ et accompagner les mutations urbaines. Huit lignes ont été sélectionnées pour faire l’objet d’études techniques approfondies, une décision validée par le comité des finances le 3 juin 2025. Ce travail constitue une étape clé en vue de décisions politiques attendues dès 2026, dans une perspective de planification à long terme, jusqu’en 2045.
Parmi les tracés retenus pour des études complémentaires figure l’axe København Syd - Hvidovre, qui propose le prolongement de la ligne 4 vers le sud-ouest. Ce projet, connu sous le nom de Fasanvejslinjen et soutenu depuis 2019 par les élus du secteur, pourrait desservir les station suivantes :
- v/ Grønttorvet,
- v/ Vigerslev Centret,
- v/ Hvidovrevej,
- v/ Hvidovre Hospital.

Le projet étudié comprend une éventuelle extension jusqu’à Rødovre :
- Rødovre Station (S-tog),
- v/ Rødovre Centrum.

Un autre tracé retenu propose le prolongement de la ligne 4 vers le nord sur un axe København Syd - Emdrup. Ce projet, soutenu depuis 2020 par la ville de Frederiksberg, pourrait desservir les station suivantes : 
- Valby Station (S-tog),
- v/ Zoologisk Have,
- Fasanvej Station (M1, M2),
- v/ Frederiksberg Hospital,
- v/ Borups Allé,
- Nørrebro Station (M3, S-tog),
- v/ Tagensbo,
- v/ Bispebjerg Hospital,
- Emdrup Station (S-tog).